# Ultramicrobacteri
Els ultramicrobacteris són bacteris que són considerablement més petits que els bacteris normals i fan de 0,3 to 0,2 micròmetres de diàmetre. Aquest terme es va utilitzar primer l'any 1981, per referir-se als cocs en aigua de mar que feien menys de 0,3 μm de diàmetre. Aquestes cèl·lules també s'ha trobat en el sòl i semblen ser una mescla d'espècies gram positives i gram negatives. Molts, si no tots, d'aquests petits bacteris són formes de supervivència dormants de cèl·lules més grossses.
Els ultramicrobacteris són diferents dels "nanobacteris" o "nanopartícules calcificants", que serien els organismes de menys de 0,1 μm de diàmetre.